# Біла імла
«Біла імла» — радянський художній фільм 1977 року, знятий режисером Ходжадурди Нарлієвим на кіностудії «Туркменфільм».

## Сюжет
За мотивами однойменної повісті О. Мурадова. Енвер та Донді люблять один одного. Але батько дівчини забороняє їй їхати до міста вчитися. Енвер їде до міста один. Її видають заміж силоміць за іншого. Донді вирішує піти проти волі батьків і їде до міста до Енвера. Фільм дубльований на кіностудії «Ленфільм».

## У ролях
- Енвер Аннакулієв — Енвер (дублював Гелій Сисоєв)
- Енежан Курбанова — Донді (дублювала Елеонора Александрова)
- Хоммат Муллик — Торе (дублював Ігор Єфімов)
- М. Шихієва — Енегуль (дублювала Наталія Дикарьова)
- Єлизавета Караєва — Айджемал (дублювала Валентина Пугачова)
- Ходжакулі Нарлієв — Чари (дублював Юрій Соловйов)
- Акмурад Бяшимов — Сердар (дублював Олександр Суснін)
- Едуард Реджепов — Бяшим (дублював Борис Аракелов)
- Бердіназар Аннабердиєв — Самат (дублював Леонід Жуков)
- Баба Аннанов — Байрам (дублював Павло Кашлаков)
- Курбан Аннакурбанов — роль другого плану

## Знімальна група
- Режисер — Ходжадурди Нарлієв
- Сценаристи — Семен Лістов, Ходжадурди Нарлієв
- Оператор — Олександр Рябов
- Композитор — Реджеп Реджепов
- Художник — Аннамухамед Заріпов